# جاستن كيرتز
جاستن كيرتز هو لاعب هوكي الجليد كندي، ولد في 14 يناير 1977 في وينيبيغ في كندا.

## وصلات خارجية
- جاستن كيرتز على موقع دوري الهوكي الوطني (الإنجليزية)
- جاستن كيرتز على موقع EliteProspects.com (الإنجليزية)
- جاستن كيرتز على موقع Eurohockey.com (الإنجليزية)
- جاستن كيرتز على موقع HockeyDB.com (الإنجليزية)
- جاستن كيرتز على موقع Hockey-Reference.com (الإنجليزية)